# Clinodiplosis verbenae
Clinodiplosis verbenae är en tvåvingeart som först beskrevs av Beutenmuller 1907.  Clinodiplosis verbenae ingår i släktet Clinodiplosis och familjen gallmyggor. Inga underarter finns listade i Catalogue of Life.